# شیوه دوریسی

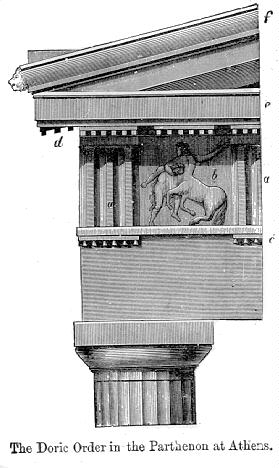
شیوه دوریسی در پارتنون

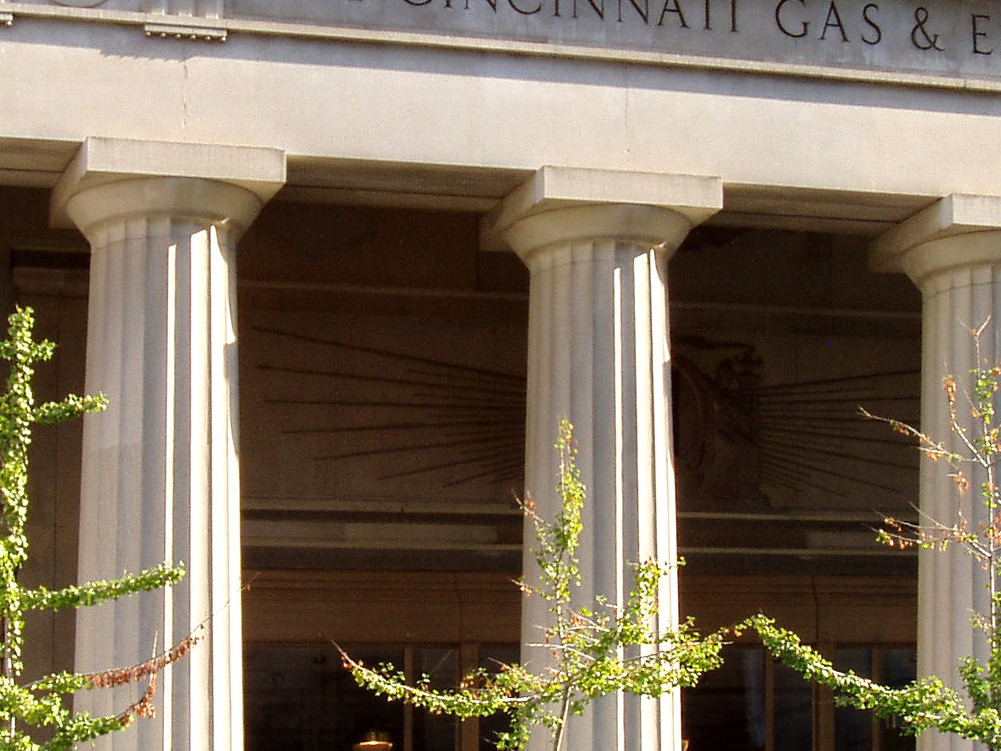
بازسازی امروزی از شیوه دوریک

شیوه دوریسی یکی از سه شیوه کلاسیک در یونان باستان و معماری کلاسیک است. این شیوه که نام خود را از سرزمین مرکزی یونان گرفته است، اصلیترین شیوه معماری یونان است؛ زیرا هم قدیمی‌تر و هم مشخص‌تر از سایر شیوه‌های یونانی است. ستون دوریسی مشتمل بر بدنه ستون که از قاعده دایره برخوردار است و از پایین به بالا از قطر دایره کاسته می‌شود.
سطح بدنه ستون با شیارهای کم‌عمق عمودی به نام قاشقی‌ها تزیین شده است. در انتها بخش بدنه با یک خط افقی معروف به گلوبند یا گلویی به سرستون متصل می‌شود. سرستون از بالشتکی و تاوه چهارگوش واقع بر روی آن تشکیل یافته است. اسپر از دو بخش اصلی دیگر تشکیل شده و اجزاء آن عبارتند از: فرسب (ردیف سنگ‌های صیقل خورد، و افقی که مستقیماً بر روی سرستون‌ها تکیه دارد) و افریز با سه تَرَکی‌ها و چهارگوشی‌های تزئینی‌اش و طره به صورت مثلثی در می‌آید، و با لبهٔ برجسته به بیرون خود سطح سنتوری را احاطه می‌کند.
همه بخش‌های بنا از سنگ‌هایی تراشیده شده که بدون ملات بر روی هم قرار گرفته‌اند تشکیل شده‌اند. نسبت ارتفاع به قاعده در ستون دوریسی در آغاز ۴ به ۱ بوده ولی در دوره کلاسیک این نسبت به پنج و یک دوم و پنج و سه چهارم می‌رسد. در دورهٔ هلنی نسبت ۷ به ۱ می‌شود.